# Reëel loon
De term reële lonen verwijst naar de lonen die zijn gecorrigeerd voor inflatie. De term reële staat in  tegenstelling tot nominale lonen. 
Een vergelijking van de ontwikkeling van de reële lonen door de tijd heen geeft een zuiverder weergave van de loonsontwikkeling van een individu of van de ontwikkeling van de loonsverschillen tussen verschillende beroepen. 